# Lhasa Nunatak
Lhasa Nunatak är en nunatak i Antarktis. Den ligger i Östantarktis. Nya Zeeland gör anspråk på området. Toppen på Lhasa Nunatak är 2 525 meter över havet, eller 376 meter över den omgivande terrängen. Bredden vid basen är 4,1 km.
Terrängen runt Lhasa Nunatak är huvudsakligen kuperad, men västerut är den bergig. Trakten är obefolkad. Det finns inga samhällen i närheten.